# الماس‌تراش (فیلم ۲۰۰۵)
الماس‌تراش (به انگلیسی: the cutter) یک فیلم اکشن آمریکایی محصول سال ۲۰۰۵ به کارگردانی ویلیام تانن، با بازی چاک نوریس، یوآنا پاتسوا و دنیل برنهارت است. پس از اینکه یک نجات مرگبار آدم ربایی به درستی انجام نشد، یک کارآگاه گناهکار تیم تخصصی ویژه خود را استخدام می‌کند تا با موفقیت یک الماس تراش مسن را از دست یک دزد قاتل نجات دهد.

## داستان
جان (چاک نوریس) که پا به سن گذاشته، در دستگیری یک تروریست بین‌المللی به مشکل خورده است. از سویی کابوس‌های زندگیش، رهایش نمی‌کند...

## بازیگران
- چاک نوریس در نقش جان شیپرد
- یوآنا پاتسوا
- دنیل برنهارت
- برنی کاپل
- تریسی اسکاگینز در نقش «آلِنا»
- کورت لاونس
- آرون نوریس